# Ángel Fernández de los Ríos
Ángel Fernández de los Ríos (Madrid, 27 de julio de 1821-París, 18 de junio de 1880) fue un periodista, político, urbanista, publicista y escritor español.

## Biografía
Nació el 27 de julio de 1821 en Madrid. Fue diputado a Cortes, senador y ministro plenipotenciario de España en Lisboa. Fue fundador del periódico Las Novedades (el primero de gran circulación en España y en el que introdujo los folletines con grabados), director de La Ilustración, periódico universal de 1849 a 1857, del Semanario Pintoresco Español entre 1846 y 1855 y de una Biblioteca Universal, de obras históricas, científicas y literarias, que tuvo éxito gracias a su bajo precio y notables ilustraciones. Fue también redactor de El Espectador (1841), director de El Siglo Pintoresco (1845-1847), fundador de El Agricultor Español (1851), redactor de La Iberia y director de La Soberanía Nacional (1864-1865) y Los Sucesos (1866).
Desde mediados de la década de 1860 hasta 1879 colaboró también con El Museo Universal, La América, Revista Hispano-Americana, El Imparcial, El Universal, La Independencia Española, La Tertulia, La República Democrática, El Progreso, Anales de la Construcción y de la Industria, Gaceta Rural, La Crónica Ilustrada y La República, de Madrid; La Crónica, de Nueva York; El Debate, de Barcelona; Le Figaro, Le Gaulois y La République, de París; L'Indépendance belge, de Bruselas; y el Kölnische Zeitung, de Alemania; además de ejercer de corresponsal en París de La Ilustración Española y Americana desde 1875 hasta su muerte.

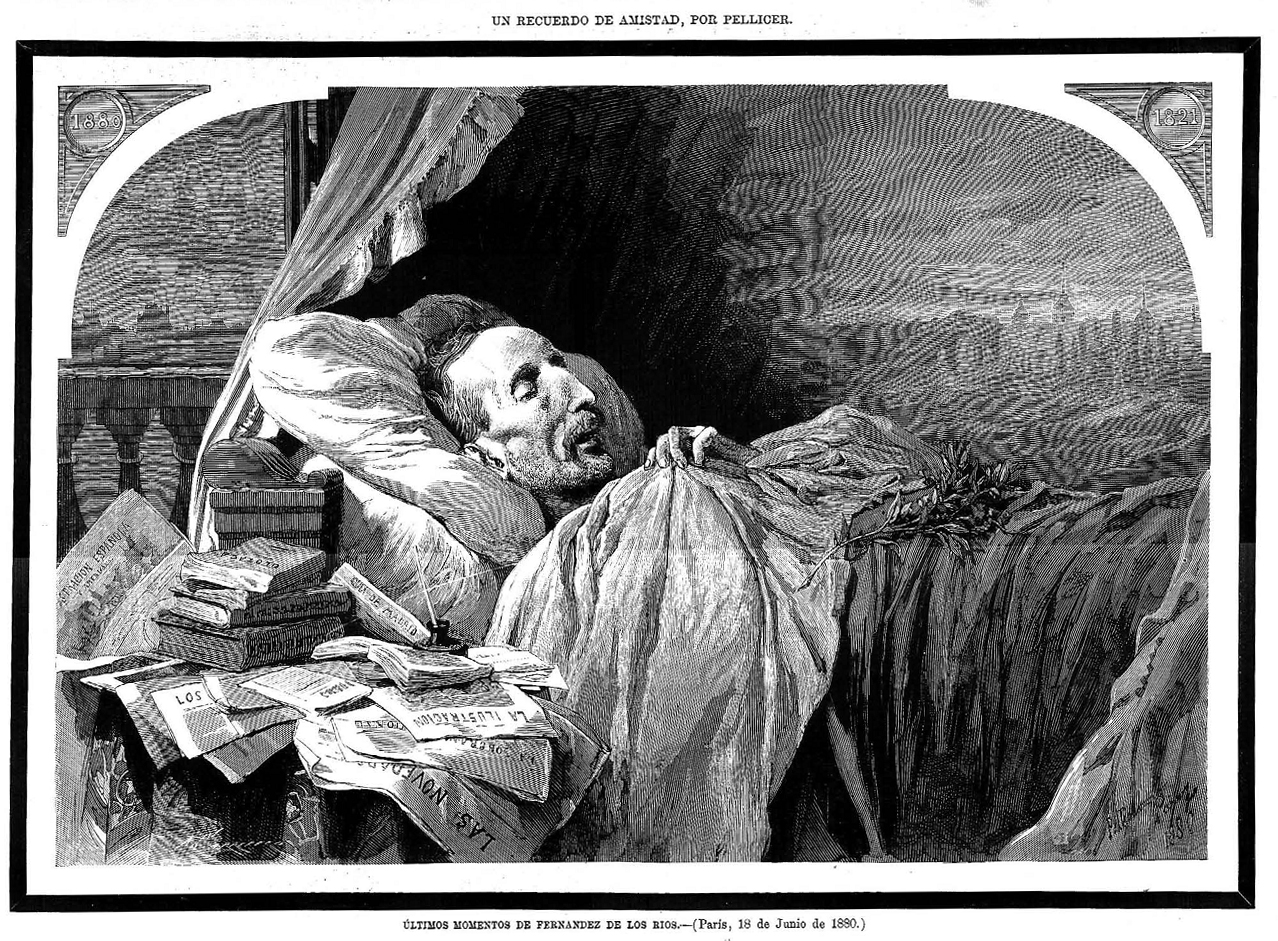
Fernández de los Ríos en su lecho de muerte en París

Entre 1845 y 1878 publicó el Itinerario pintoresco de Madrid á París, Los percances de la vida, Álbum biográfico, La tierra, Muñoz Torrero, O todo ó nada, Tesoro de cuentos, El futuro Madrid, Una semana en Lisboa y La exposición de 1878, además de traducciones de Goldsmith, Eugène Sue, Lamartine, Alphonse Karr y Laurent. En opinión de Jacinto Octavio Picón, «sus obras verdaderamente importantes, las que le acusan como propagandista incansable de las ideas nuevas, las que le dieron más reputación en vida y han de proporcionarle ahora más gloria», fueron Estudio político y biográfico sobre Olózaga, la Guía de Madrid, Mi misión en Portugal y Las luchas políticas en la España del siglo XIX.
Fernández de los Ríos, cuyo pensamiento ha descrito como librepensador, europeísta y anticlerical, hizo uso de varios seudónimos a lo largo de su vida, entre ellos «Fulano», «Un viajero español» y «Antonio Pérez». Se exilió en París en dos periodos,  uno inmediatamente anterior a la revolución de 1868 y el segundo tras la Restauración borbónica hasta su fallecimiento, que tuvo lugar en la capital francesa el 18 de junio de 1880. Terminó sepultado en el desaparecido cementerio madrileño de San Martín.